# آلبرتو لوپو
آلبرتو لوپو (انگلیسی: Alberto Lupo؛ ‏ ۱۹ دسامبر ۱۹۲۴ – ۱۳ اوت ۱۹۸۴) یک هنرپیشه اهل ایتالیا بود. 
از فیلم‌هایی که وی در آن نقش داشته است، می‌توان به اولیس، مایندادس، هیرود بزرگ، راهبهٔ مونتزا و اکشن اشاره کرد.